# Бриенца
Бриѐнца (на италиански: Brienza) е малко градче и община в Южна Италия, провинция Потенца, регион Базиликата. Разположено е на 713 m надморска височина. Населението на общината е 4084 души (към 2010 г.).